# La Soledad, Misantla
La Soledad är en ort i Mexiko.   Den ligger i kommunen Misantla och delstaten Veracruz, i den sydöstra delen av landet, 250 km öster om huvudstaden Mexico City. La Soledad ligger 44 meter över havet och antalet invånare är 253.
Terrängen runt La Soledad är kuperad åt sydost, men åt nordväst är den platt. La Soledad ligger nere i en dal. Runt La Soledad är det ganska tätbefolkat, med 134 invånare per kvadratkilometer. Närmaste större samhälle är Misantla, 13,1 km söder om La Soledad. Omgivningarna runt La Soledad är en mosaik av jordbruksmark och naturlig växtlighet.